# Лагідна (фільм, 2017)
Про однойменний радянський фільм див. Лагідна (фільм, 1960)
«Лагідна» (рос. Кроткая, фр. Une femme douce, англ. A Gentle Creature)  — фільм-драма 2017 року, знятий режисером Сергієм Лозницею. Фільм є копродукцією Франції, Німеччини, Нідерландів, Литви. Сценарій стрічки написаний за мотивами однойменного оповідання Федора Достоєвського. У квітні 2017 року фільм було відібрано для участі в основному конкурсі 70-го Каннського міжнародного кінофестивалю . У серпні 2017 року стрічку було включено до лонг-листа премії Європейської кіноакадемії.
Стрічка вийшла в обмежений прокат в Україні 12 жовтня 2017 року.
Займає 95-100-у позицію у списку 100 найкращих фільмів в історії українського кіно.

## Виробництво
Зйомки «Лагідної» відбувалися у Латвії та Литві у липні-серпні 2016 року.

### Участь України
З українського боку копродюсером виступила компанія Solar Media Entertainment (SME), але за словами продюсера SME Сергія Лавренюка, фільм «Лагідна» не є офіційною копродукцією з Україною.

## Сюжет
Дія фільму відбувається в наші дні. Жінці на пошті повертають посилку, послану нею деякий час назад чоловікові, що відбуває термін покарання за злочин, якого він не здійснював. Нещасна жінка, глибоко засмучена, вирішує їхати до чоловіка, щоб дізнатися, що сталося…

## У ролях
| • Василина Маковцева | … | Лагідна                      |
| • Сергій Колесов     | … | сутенер                      |
| • Лія Ахеджакова     | … | правозахисниця               |
| • Сергій Федоров     | … | таксист                      |
| • Марина Клещева     | … | власниця кубла               |
| • Роза Хайрулліна    | … | попутниця, сестра (дві ролі) |
| • Світлана Колесова  | … | тюремний наглядач            |
| • Аліса Кравцова     | … | повія                        |
| • Олександр Замураєв | … | лейтенант поліції            |
| • Сергій Русскін     | … | начальник в'язниці           |
| • Валеріу Андрюце    | … | затриманий з синім обличчям  |
| • Сергій Кошонін     | … | кримінальний авторитет       |
| • Микола Коляда      | … | безхатько                    |
| • Дмитро Биковський  | … | пасажир                      |
| • Вадим Дубовський   | … | попутник-співак              |
| • Віктор Немец       | … | попутник                     |
| • Костянтин Ітунін   | … | попутник                     |
| • Антон Макушин      | … | водій поліцейський           |

## Знімальна група
- Автор сценарію — Сергій Лозниця
- Режисер-постановник — Сергій Лозниця
- Оператор — Олег Муту
- Художник-постановник — Кирило Шувалов
- Продюсер — Маріанн Слот
- Співпродюсери — Гуннар Дедіо, Уляна Кім, Сергій Лавренюк, Олів'є Пере, Марк Ван Вармердам, Петер Варньє
- Виконавчий продюсер — Карін Леблан
- Монтаж — Данієліус Коканаускіс

## Реліз

### Кінофестивальний та кінотеатральний
Фестивальна прем'єра стрічки відбувалася у липні 2017 року на 70-му Каннському міжнародному кінофестивалі, де стрічка змагалася в основному конкурсі. В Україні стрічка вперше вийшла в обмежений кінотеатральний прокат 12 жовтня 2017 року.

### Домашнє відео та VOD
Реліз на домашньому відео вперше відбувася 23 січня 2018 року, коли бельгійська компанія Imagine випустила фільму у форматі DVD та VOD на платформі iTunes.

## Нагороди та номінації
| Список нагород та номінацій         | Список нагород та номінацій | Список нагород та номінацій                   | Список нагород та номінацій | Список нагород та номінацій | Список нагород та номінацій |
| Кінопремія                          | Дата церемонії              | Категорія                                     | Номінант(и)                 | Результат                   | Дж                          |
| ----------------------------------- | --------------------------- | --------------------------------------------- | --------------------------- | --------------------------- | --------------------------- |
| Каннський міжнародний кінофестиваль | 28.05.2017                  | Золота пальмова гілка                         | Лагідна                     | Номінація                   | [ 2 ]                       |
| Премія «Золота дзиґа»               | 20.04.2018                  | Найкращий режисер (премія імені Юрія Іллєнка) | Сергій Лозниця              | Перемога                    | [ 14 ]                      |
| Премія «Золота дзиґа»               | 20.04.2018                  | Найкращий сценарист                           | Сергій Лозниця              | Номінація                   | [ 14 ]                      |

У червні 2018 році британське видання «The Guardian» включило стрічку в топ-лист з 38 фільмів, які вийшли в прокат у першій половині 2018 року, і які кінооглядачі газети вважають гідними перегляду. Критики відзначили «реалістичність» кінострічки, наповненої «народними стражданнями».